# ویلیام اچ. وبستر
ویلیام اچ. وبستر (انگلیسی: William H. Webster; ۶ مارس ۱۹۲۴ – ۸ اوت ۲۰۲۵) سیاست‌مدار اهل ایالات متحده آمریکا بود.
وبستر در ۸ اوت ۲۰۲۵، در سن ۱۰۱ سالگی درگذشت.
وی همچنین برندهٔ جوایزی همچون نشان افتخار آزادی رئیس‌جمهوری شده است.